# Paul Shortino

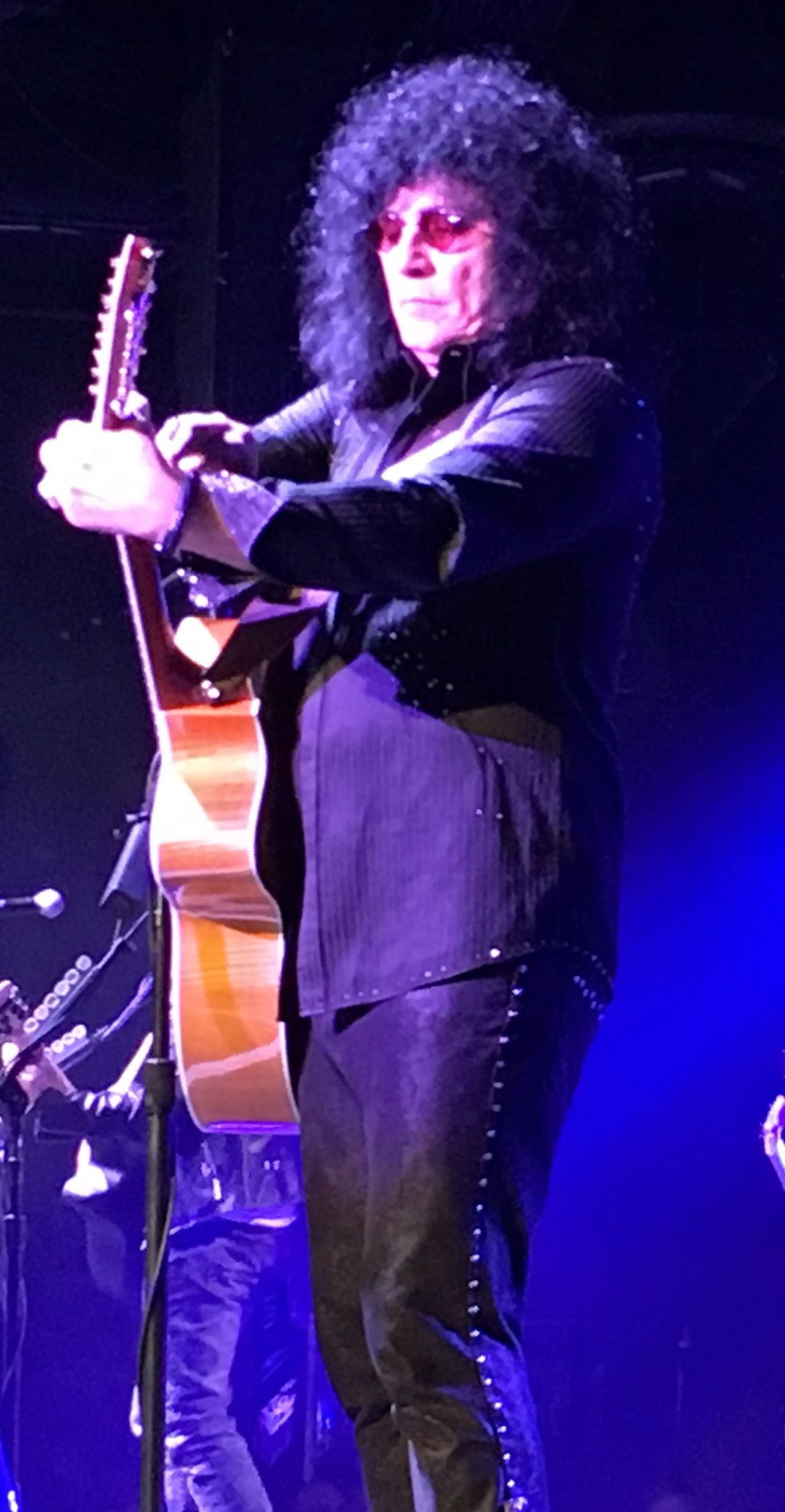
Paul Shortino (2019)

Paul Shortino (* 14. Mai 1953) ist ein US-amerikanischer Rockmusiker, Sänger und Songwriter, der in den 1980er Jahren mit der U.S.-Metal Band Rough Cutt erstmals Bekanntheit erlangte. Aktuell ist er der Leadsänger der Hardrock Band King Kobra.

## Biografie
Shortino nahm schon als Kind Gesangsunterricht und sammelte erste Erfahrungen als Sänger verschiedener lokaler Bands auf dem Sunset Strip in Los Angeles, wo er auch Wendy und Ronnie James Dio kennenlernte. Durch ihre Vermittlung bekam er Kontakt mit der Band Rough Cutt, deren erste Demos Used and Abused und A Little Kindness Dio produzierte. Shortino nahm mit der Band zwei Alben auf: Rough Cutt, und Wants You!
Er schrieb auch Lieder für die TV-Serie Fame – Der Weg zum Ruhm und übernahm die Rolle des Duke Fame im Film This Is Spinal Tap. 1985 beteiligte er sich als Leadsänger für den Titel Stars am von Ronnie James Dio initiierten Projekt Hear ’n Aid. Als er 1987 das Angebot bekam, Kevin DuBrow bei der bekannten Band Quiet Riot zu ersetzen, verließ er Rough Cutt und nahm mit Quiet Riot 1988 das kommerziell erfolglose Album Quiet Riot auf.
Anfang der 1990er Jahre startete Shortino eine Solokarriere und tat sich mit dem Gitarristen Jeff Northrup zusammen. Mit ihm veröffentlichte er 1993 unter dem Namen Paul Shortino/JK Northrup Back on Track, dem 1994 das Live-Album Booked, Toured, ...Released folgte, das aber unter dem Namen Shortino veröffentlicht wurde. Der Sänger nahm weitere Alben auf, teils unter eigenem Namen (Stand or Fall, 1999), mit Paul Shortino's The Cutt (Sacred Place, 2003) oder in Zusammenarbeit mit Jeff Northrup (Afterlife, 2004).
Als der Schlagzeuger Carmine Appice 2010 seine Band King Kobra neu belebte, bot er Shortino den Posten des Leadsängers an. Die Gruppe veröffentlichte seither zwei Studioalben (King Kobra, 2011 und II, 2013).

## Diskografie
mit Rough Cutt
- Rough Cutt (1985)
- Wants You! (1986)
- Rough Cutt Live (1996)

für Hear ’n Aid
- Hear ’n Aid - Stars (7"-Single)
- Hear ’n Aid - Stars (12"-Single)
- Hear ’n Aid - Hear ’n Aid

mit Quiet Riot
- Quiet Riot (1988)

mit Shortino
- It's About Time (1997)
- Booked, Toured, ...Released! (1999)
- Chasing My Dream (2009)

mit Shortino/Northrup
- Back on Track (1993)
- Afterlife (2004)

Paul Shortino & the Rhythm Junkies
- Stand or Fall (1999)

mit King Kobra
- King Kobra (2011)
- II (2013)